# Castillo de Colomares
La construcción de este castillo tuvo lugar entre los años 1987 y 1994 por el Doctor Esteban Martín y Martín, con la ayuda de dos albañiles del cercano pueblo de Mijas. Es un monumento al Descubrimiento de América.

## Características
El edificio es obra de Esteban Martín y Martín y dos albañiles malagueños, y mezcla influencias de diferentes estilos arquitectónicos como el neobizantino, neorrománico, neogótico y neomudéjar. Los materiales utilizados son ladrillo, piedra y cemento. También cuenta con vidrieras en su interior.
El monumento presenta diversos elementos de la simbología de los Reyes Católicos, de las tres culturas presentes en la España medieval (cristianismo, judaísmo e islamismo) y de otros elementos del viaje de Colón. Cabe destacar la presencia de una pagoda china que simboliza la idea original de Colón de alcanzar las costas de Asia.
El edificio reivindica el posible origen mallorquín de Cristóbal Colón. Homenajea a las figuras de los Reyes Católicos, Diego Arana, Vicente Yáñez y otras muchas personas que acompañaron a Colón en su primer viaje.
La planta del edificio es de 1.500 metros cuadrados, lo que lo convierte en el mayor monumento dedicado a Cristóbal Colón.
El interior del edificio alberga una capilla de 1,96 metros cuadrados dedicada a Santa Isabel de Hungría. Figura en el «Libro Guinness de los récords» de principios de los 90 como la iglesia más pequeña del mundo.
También alberga un mausoleo vacío, que simboliza que, cuando Colón murió tras su cuarto viaje a América, viajó a la Eternidad.
Para la construcción del Castillo se utilizaron técnicas propias de la Edad Media, sin ayuda de maquinaria; el castillo fue levantado a mano por el propio Esteban con la colaboración de un par de operarios.

## Galería de imágenes

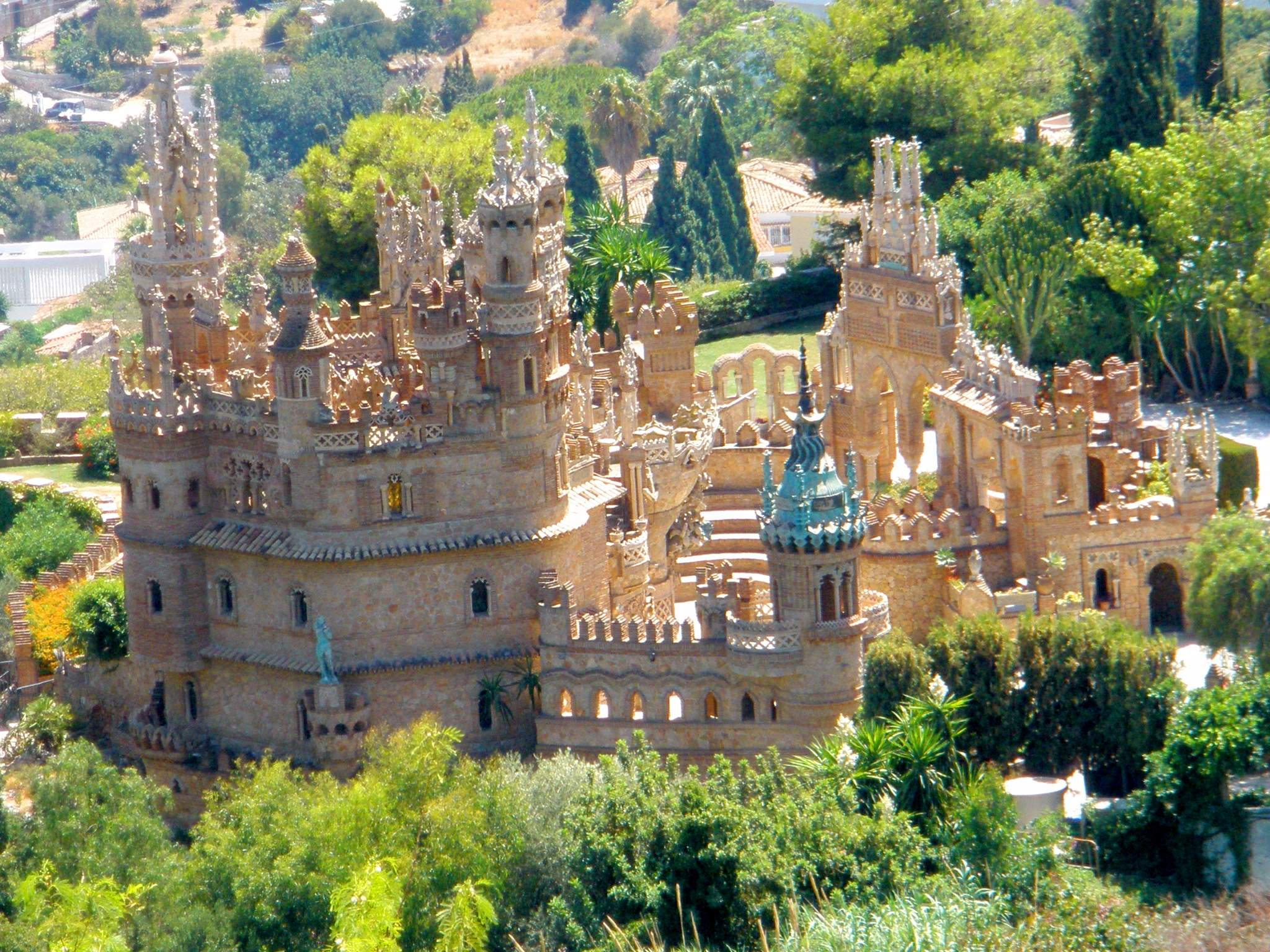
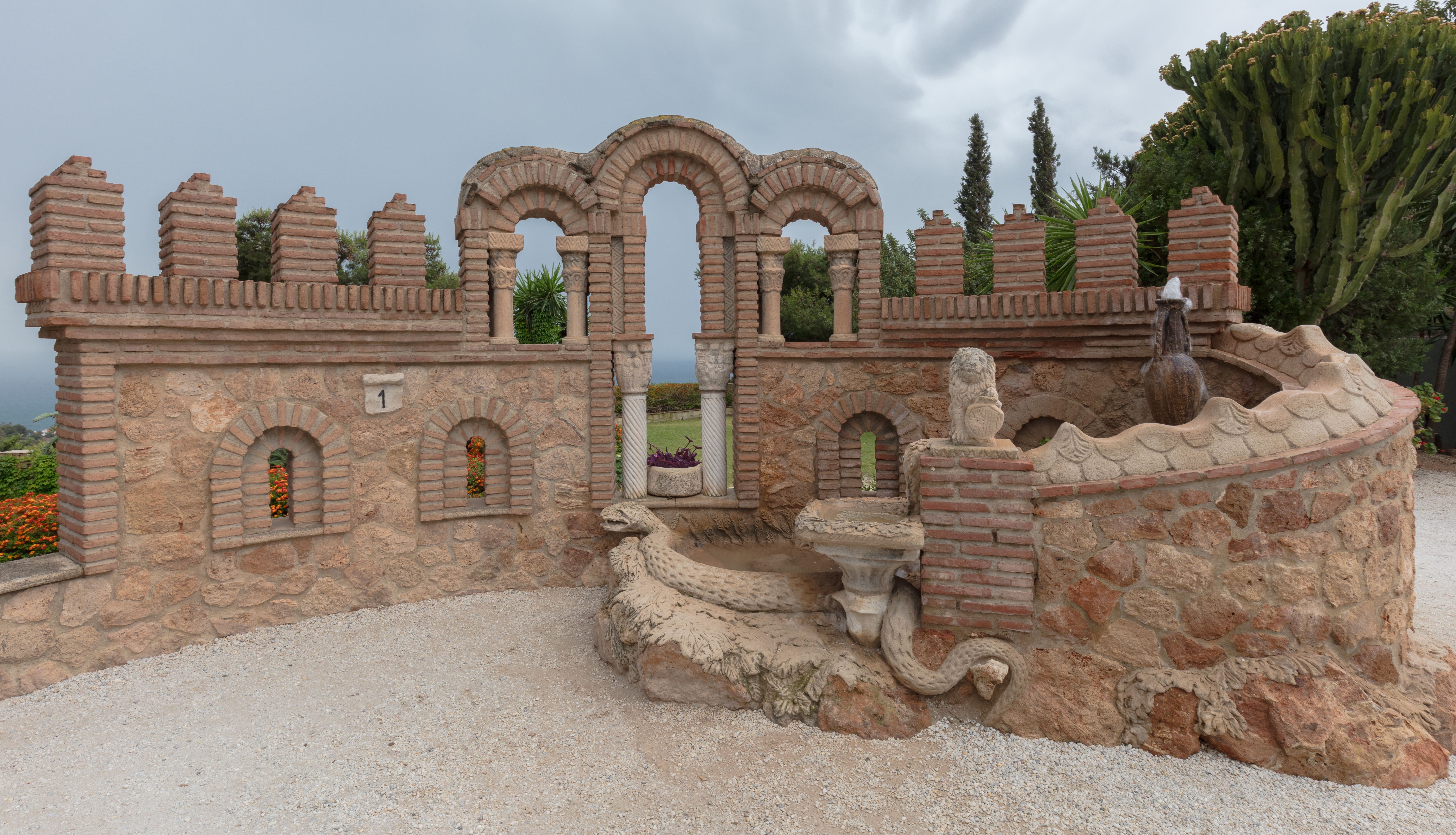
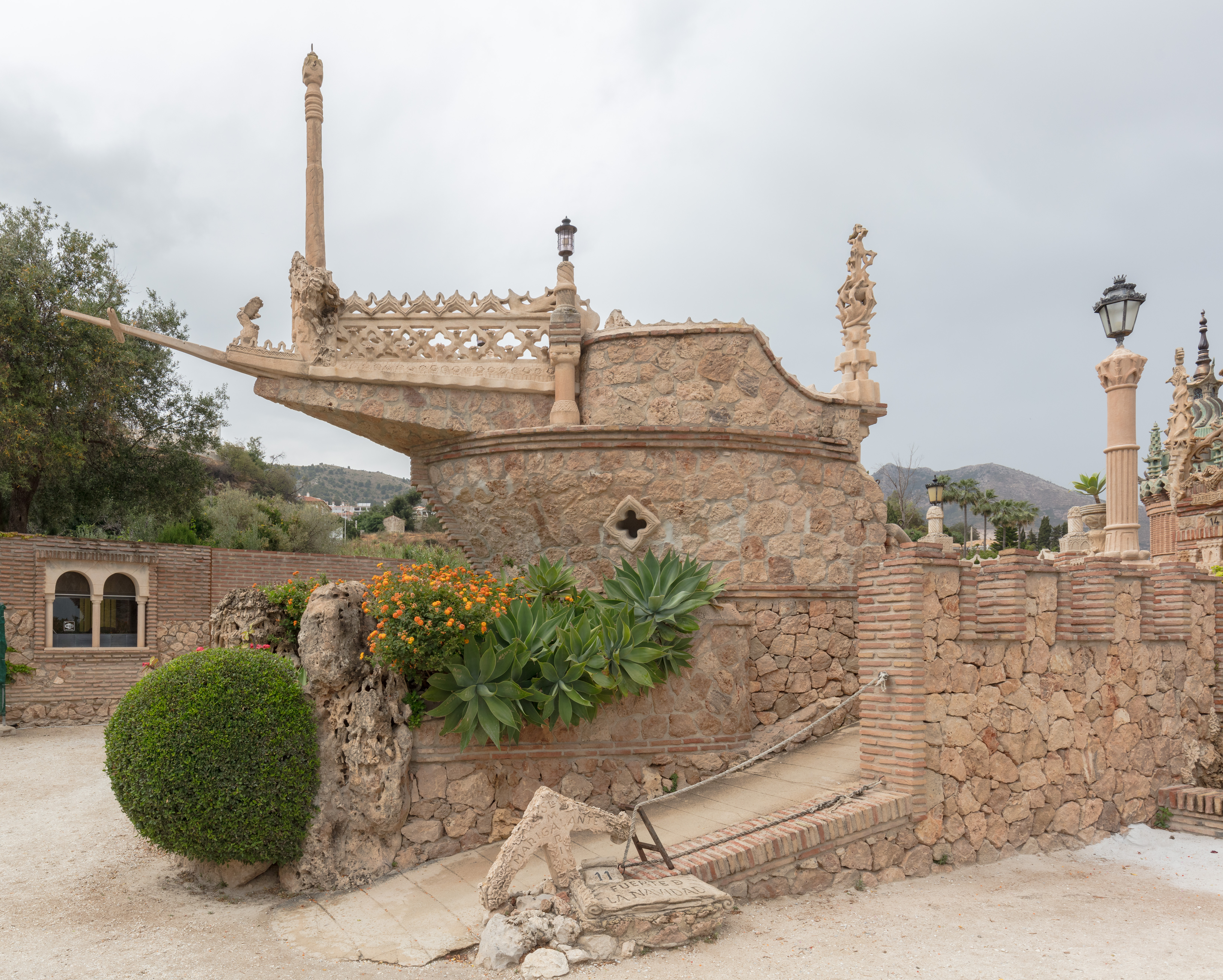
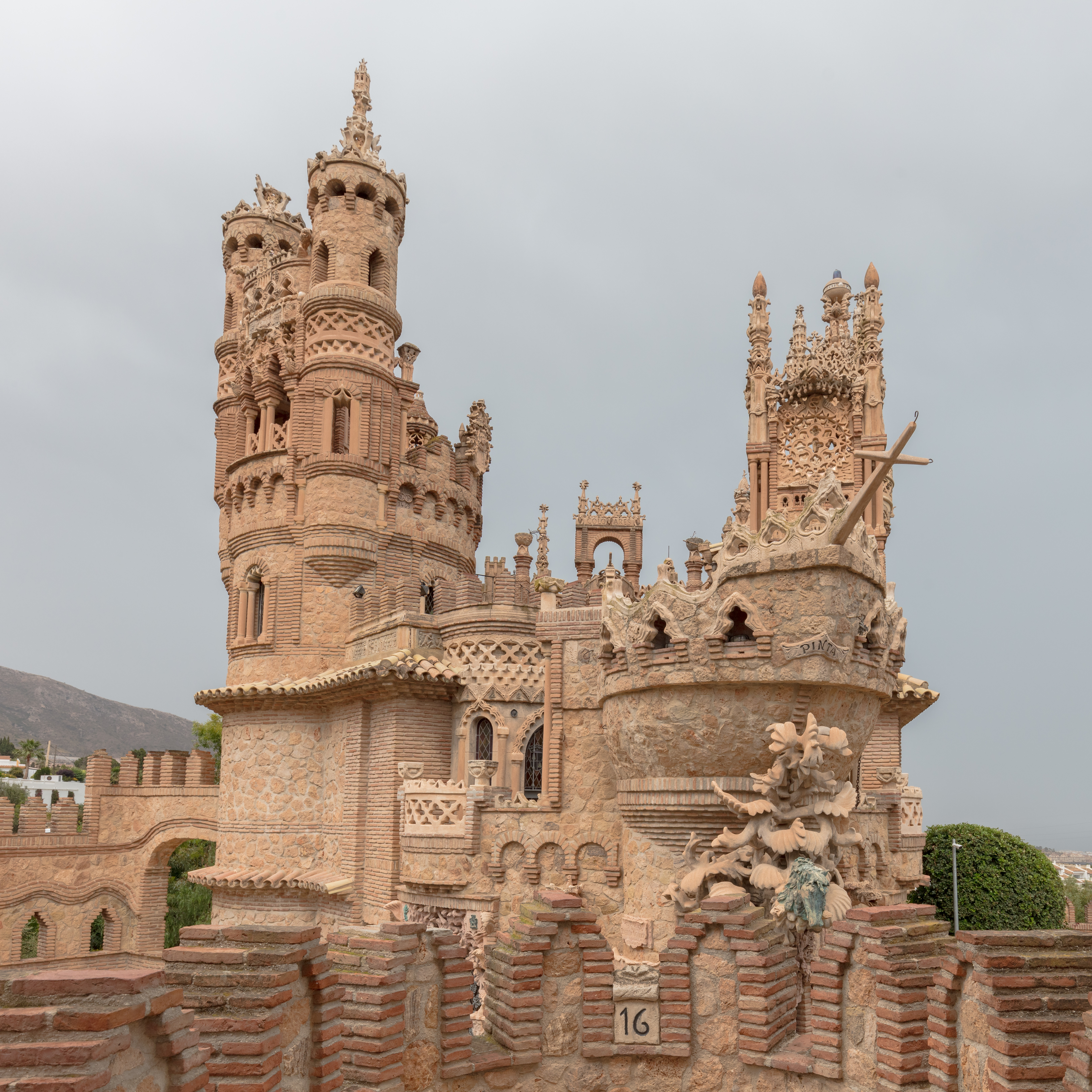
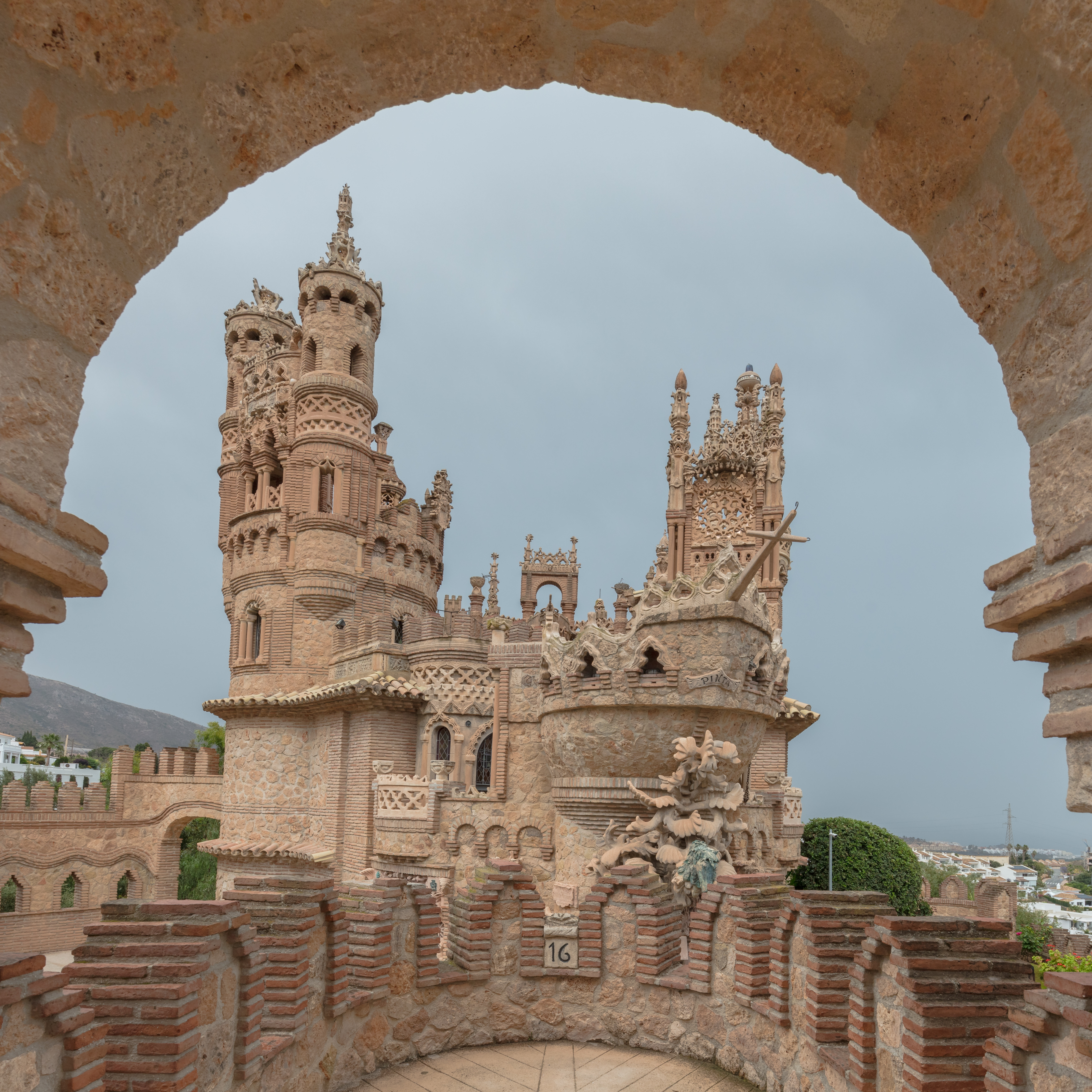
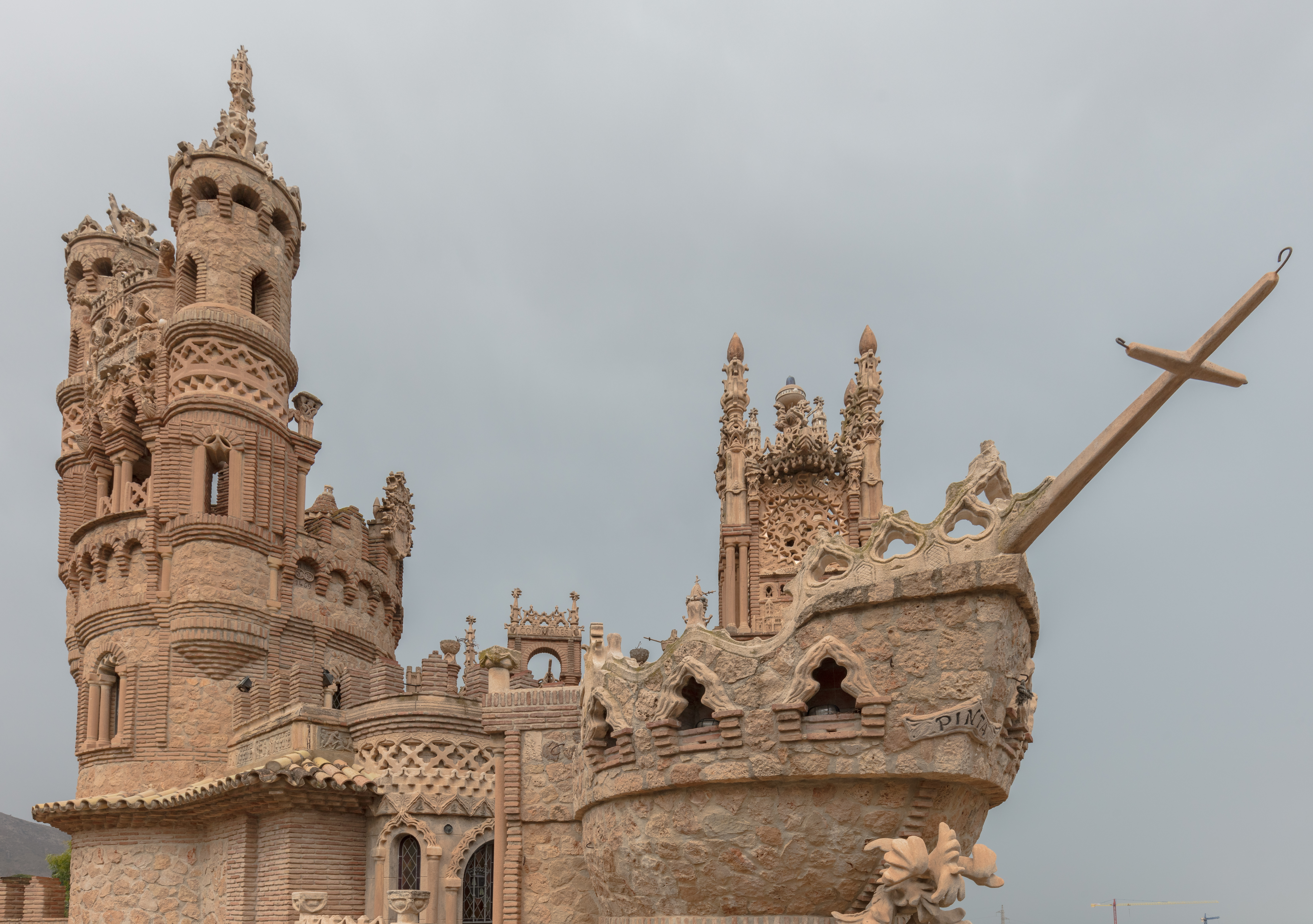